# Damwand

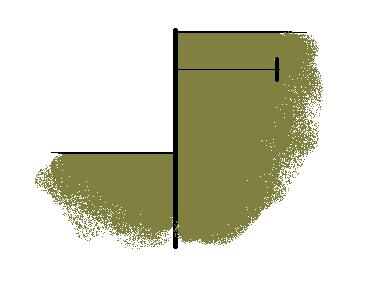
Schematische weergave van een verankerde damwand

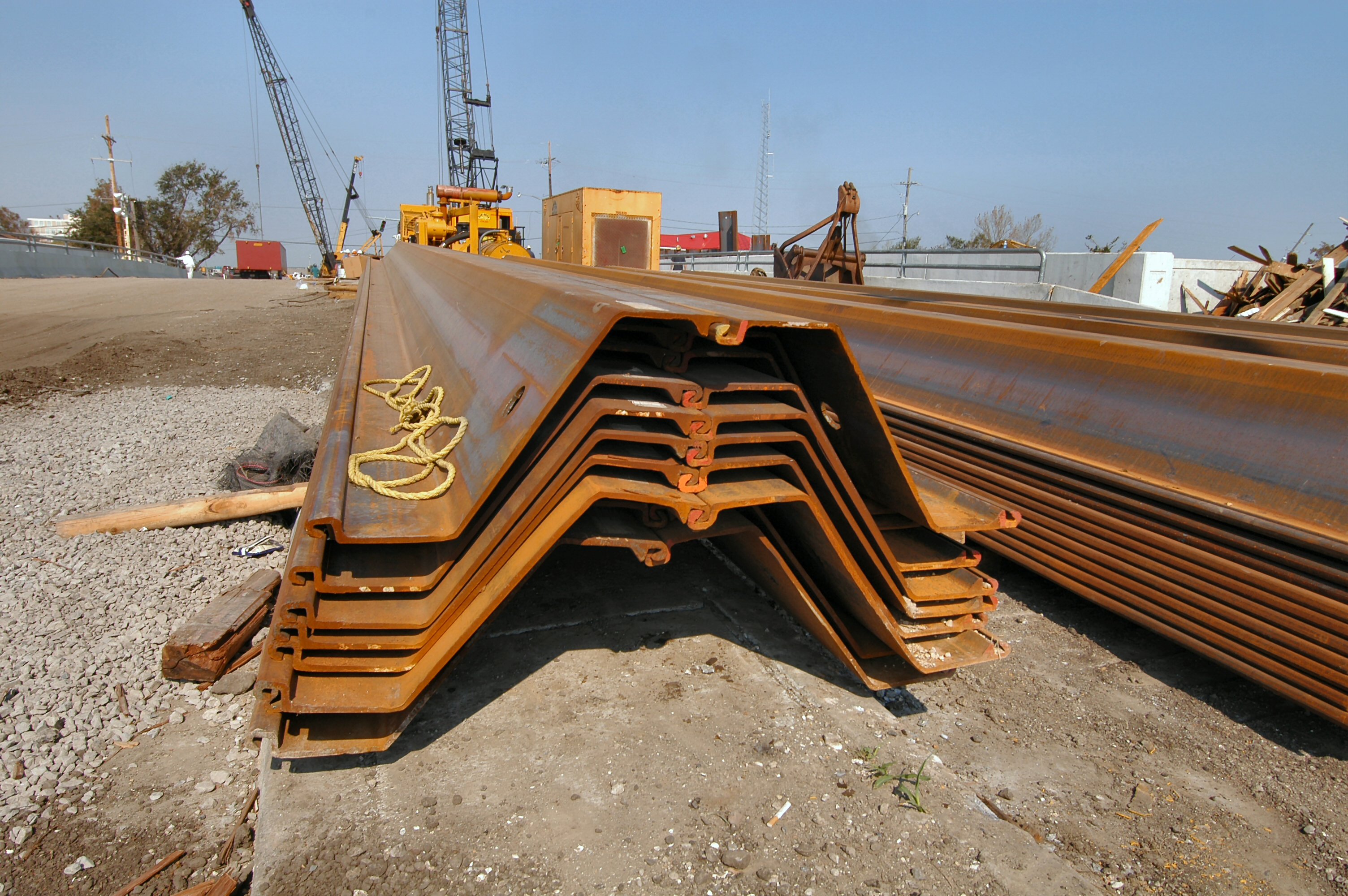
Stalen damwandplanken

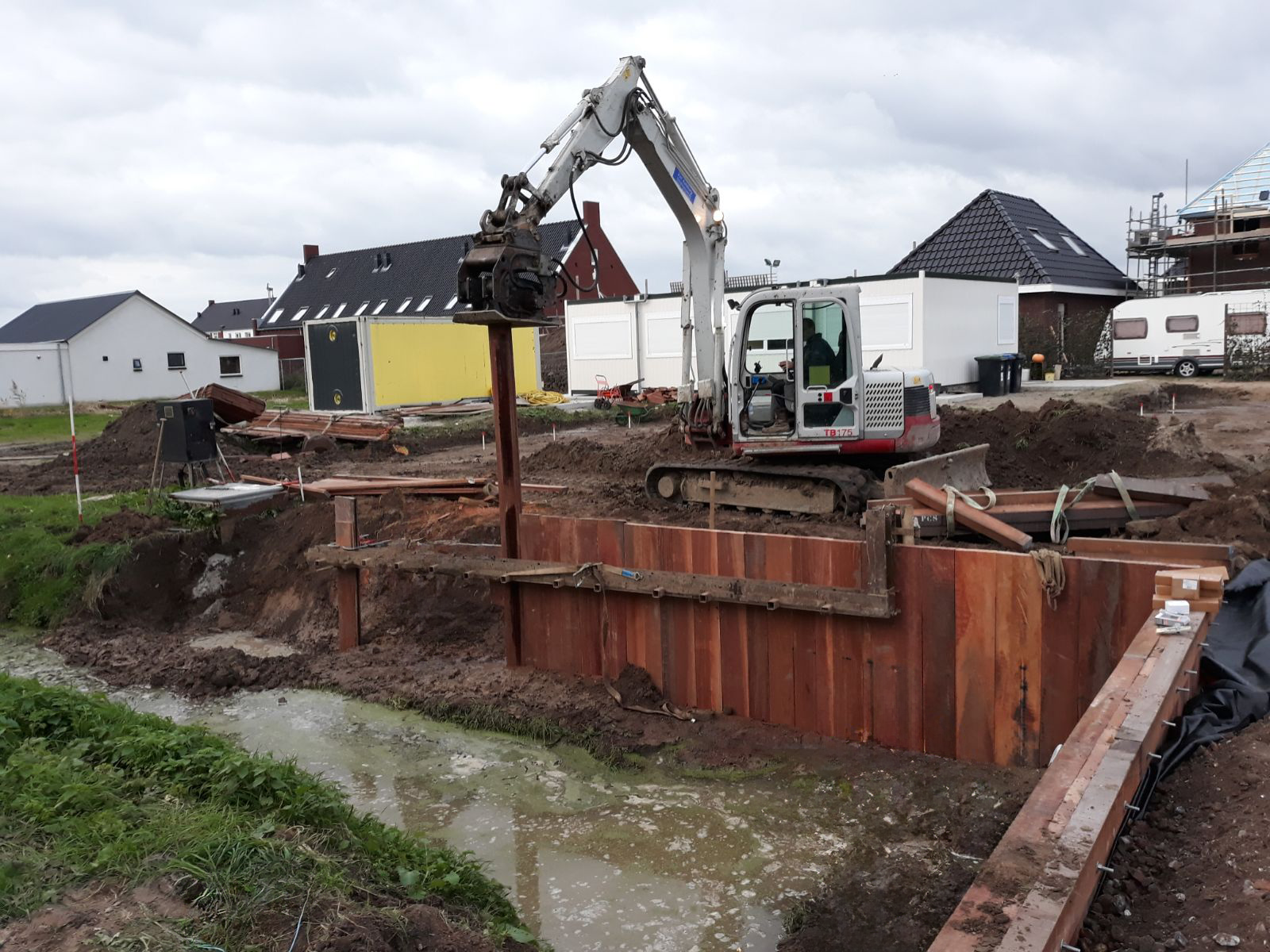
Het drukken (trillen) van damwanden die dienen als oeverbescherming

Een damwand is een grond- en/of waterkerende constructie, die bestaat uit een verticaal in de grond geplaatste wand. De wand bestaat uit losse elementen (planken of panelen) die door middel van een gronddichte en in sommige gevallen ook waterdichte messing-en-groefverbinding (genoemd 'slot' bij stalen damwanden) met elkaar zijn verbonden. Een damwand wordt in de grond gebracht door heien, trillen of drukken (alle eventueel met fluïderen of voorspuiten).
Wanneer het om een iets lossere wand gaat wordt ook wel gesproken van een palissade.

## Toepassingen
Damwanden worden in vele waterbouwkundige toepassingen gebruikt, hetzij permanent, hetzij tijdelijk als:
- kademuur langs een haven
- oeverbescherming langs water bijvoorbeeld een kanaal
- onderdeel van een dijk of andere waterkering
- wand(en) van een bouwput of bouwkuip
- wanden van een boorkuip doorpersing ten behoeve van schild of raket of avegaarboring gesloten boring bijvoorbeeld voor een gasleiding, riool of waterleiding onder een weg, spoor of water door
- middel om bodemvervuiling te immobiliseren

Bij een tijdelijke toepassing van een damwand, bijvoorbeeld bij een bouwput, wordt deze na voltooiing van het werk weer verwijderd. In andere gevallen is de damwand een permanent onderdeel van de constructie.

## Constructieve aspecten
Omdat een damwand bestaat uit dunne elementen, is het een flexibele constructie. Dit in tegenstelling tot andere grondkerende constructies, zoals de keermuur of keerwand, die stijf zijn.
Wanneer er sprake is van een grote kerende hoogte en daarmee grote horizontale gronddruk, dan wordt de damwand verankerd met behulp van ankerstaven en ankerplaten/groutankers. Om de ankerstaven te bevestigen aan de damwand en de kracht te verdelen, wordt de damwand voorzien van een horizontale gording. De bovenzijde van de damwand wordt in de regel voorzien van een deksloof, een balk die de bovenzijde afdekt.

## Materialen
Damwanden kunnen uit verschillende materialen bestaan:
- hout of een combinatie van verschillende houtsoorten boven- en onder de waterlijn
- staal
- beton
- kunststof

De materiaalkeuze wordt bepaald door functionele, constructieve, esthetische en financiële overwegingen.
Hout is de meest milieubewuste keuze met de laagste CO2-impact. Tevens is het een relatief makkelijk materiaal in het plaatsen.

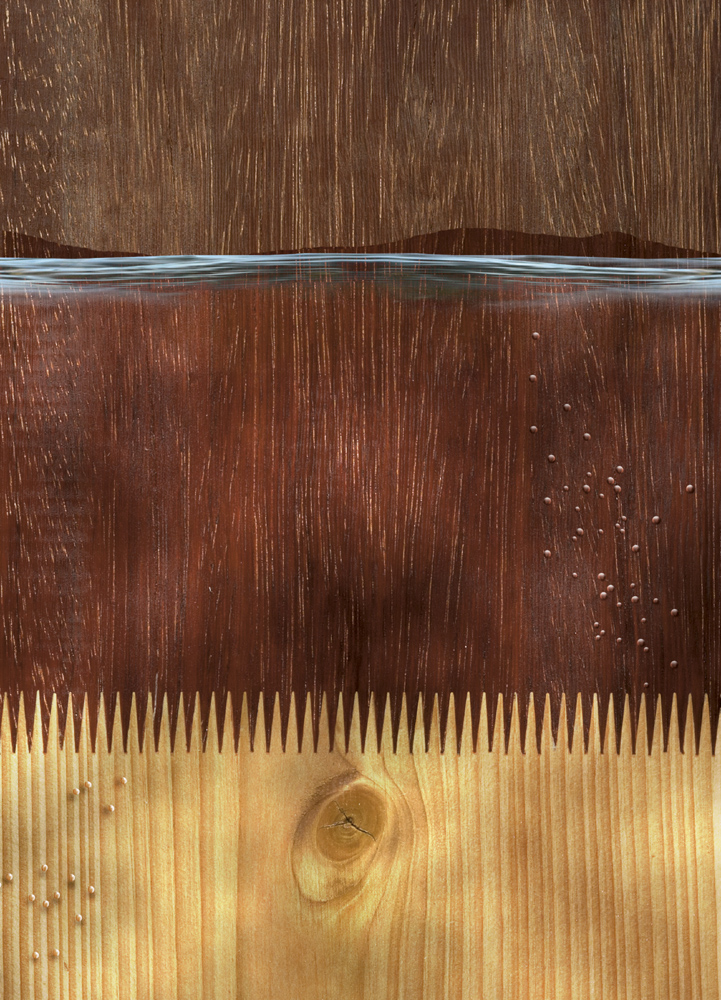
Samengestelde damwand van azobé en naaldhout met een vingerlas, de las onder water

Staal heeft een hogere sterkte dan bijvoorbeeld hout en kunststof. Hierdoor worden de grotere damwanden van staal gemaakt. Er wordt gebruikgemaakt van speciale damwandprofielen, met een hoog oppervlaktetraagheidsmoment zodat vervormingen beperkt blijven.
Kunststof heeft het voordeel dat het niet snel aangetast wordt door het milieu en niet zo snel wordt aangetast door knaagdieren. Daarnaast is het gewicht van kunststof lager dan beton, hout of staal. Hierdoor is kunststof ook geschikt voor zeer drassige gebieden en veengronden.
Betonnen damwanden worden veelal gebruikt als fundering en wanden bij bijvoorbeeld garages. Dit kunnen geprefabriceerde planken zijn, maar in speciale gevallen (grote kerende hoogte, hoge vereiste stijfheid) worden ook wel in situ te storten panelen toegepast (diepwanden).

## Vuistregels
Er zijn twee belangrijke vuistregels voor de lengte van de damwand en een voor de ankerstang:
1. bij een onverankerde damwand moet er twee derde van de totale lengte onder de grond zitten. Is de lengte van de damwand 9 meter, dan moet er 6 meter onder de grond zitten om stevig te zijn.
2. bij een verankerde damwand moet de helft onder de grond zitten. Is de lengte van de damwand 9 meter, dan moet de damwand 4,5 meter onder de grond zitten. De verankering moet op voldoende afstand, buiten het afschuifvlak, achter de damwand geplaatst worden.

Er zijn ook regels voor damwanden waarin veel voorschriften staan